# Nati nel 1936/Marzo
| Questa pagina contiene informazioni ricavate automaticamente dalle voci biografiche con l'ausilio del template Bio e di un bot. L'aggiornamento è periodico e automatico e ricostruisce completamente la pagina. Se manca una persona in questa lista, sei pregato di non aggiungerla, ma accertati piuttosto che la sua voce biografica contenga il template Bio e che i dati anagrafici siano correttamente compilati. Se il template Bio manca, inseriscilo tu stesso o, in alternativa, metti l'avviso {{tmp\|Bio}} che ne segnala la mancanza. Se i dati riportati sono sbagliati, correggi direttamente la voce biografica; le modifiche saranno visibili in questa lista entro pochi giorni. Per chiarimenti vedi il progetto biografie. La lista contiene solo le 200 persone che sono citate nell'enciclopedia e per le quali è stato implementato correttamente il template Bio. Pagina aggiornata al 2 giu 2025. |

- 1º marzo - Zarenu Alamango, calciatore maltese († 2019)
- 1º marzo - Renato Corti, cardinale e vescovo cattolico italiano († 2020)
- 1º marzo - Paris Dell'Unto, politico italiano
- 1º marzo - Luigi R. Einaudi, diplomatico e docente statunitense
- 1º marzo - Leon Gast, regista, sceneggiatore e montatore statunitense († 2021)
- 1º marzo - Jean-Edern Hallier, scrittore francese († 1997)
- 1º marzo - Emilio Melón, calciatore argentino († 2010)
- 1º marzo - Georgina Spelvin, ex attrice pornografica e ballerina statunitense
- 1º marzo - Ernesto Massimo Verardi, chitarrista e compositore italiano
- 2 marzo - Bruno Rosada, filologo e critico letterario italiano († 2011)
- 2 marzo - Gabriella Santarelli, ex ginnasta italiana
- 2 marzo - Ija Sergeevna Savvina, attrice sovietica († 2011)
- 3 marzo - Giulio Cesare Barozzi, matematico italiano
- 3 marzo - Alec Farrall, calciatore inglese († 2025)
- 3 marzo - Christopher Jones, vescovo cattolico irlandese († 2018)
- 3 marzo - Oreste Magni, ciclista su strada italiano († 1975)
- 3 marzo - Achille Occhetto, ex politico italiano
- 3 marzo - Alfredo Paglione, gallerista, mecenate e collezionista d'arte italiano († 2022)
- 3 marzo - Maurizio Taddei, archeologo e orientalista italiano († 2000)
- 4 marzo - Jim Clark, pilota automobilistico britannico († 1968)
- 4 marzo - Fabbriano, pittore italiano († 2019)
- 4 marzo - Kim Yong-chun, generale e politico nordcoreano († 2018)
- 4 marzo - Corrado Pani, attore e doppiatore italiano († 2005)
- 4 marzo - Luciana Reali, ginnasta italiana († 1981)
- 4 marzo - Aribert Reimann, pianista e compositore tedesco († 2024)
- 4 marzo - René Robert, fotografo svizzero († 2022)
- 4 marzo - Giorgio Tinazzi, ciclista su strada italiano († 1982)
- 4 marzo - Michele Zappella, psichiatra italiano
- 5 marzo - Canaan Banana, politico zimbabwese († 2003)
- 5 marzo - Aura D'Angelo, cantante italiana
- 5 marzo - Benito Gualtieri, politico italiano († 1996)
- 5 marzo - Pat Hannigan, hockeista su ghiaccio canadese († 2007)
- 5 marzo - Volodymyr Maslačenko, calciatore e giornalista sovietico († 2010)
- 5 marzo - Ramón Mayeregger, ex calciatore paraguaiano
- 5 marzo - Dean Stockwell, attore statunitense († 2021)
- 5 marzo - Lea Vergine, critica d'arte e saggista italiana († 2020)
- 5 marzo - Ernst Zägel, calciatore tedesco († 2020)
- 6 marzo - Marion Barry, politico statunitense († 2014)
- 6 marzo - Eros Fassetta, calciatore italiano († 2002)
- 6 marzo - Choummaly Sayasone, politico laotiano
- 6 marzo - Roberto Siorpaes, ex sciatore alpino e allenatore di sci alpino italiano
- 7 marzo - Loren Acton, fisico e ex astronauta statunitense
- 7 marzo - Colin Appleton, allenatore di calcio e calciatore inglese († 2021)
- 7 marzo - Freddie Gilroy, pugile irlandese († 2016)
- 7 marzo - Antonio Mercero, regista e sceneggiatore spagnolo († 2018)
- 7 marzo - Georges Perec, scrittore francese († 1982)
- 7 marzo - Julio Terrazas Sandoval, cardinale e arcivescovo cattolico boliviano († 2015)
- 7 marzo - Heinz Valk, artista, disegnatore e politico estone
- 8 marzo - Sonny Allen, cestista e allenatore di pallacanestro statunitense († 2020)
- 8 marzo - Annibale Berton, canoista italiano († 2004)
- 8 marzo - David Cryer, attore statunitense
- 8 marzo - Waltraut Ebert, ex schermitrice austriaca
- 8 marzo - Zygmunt Koralewski, vescovo vetero-cattolico polacco († 2002)
- 8 marzo - Sue Ane Langdon, attrice statunitense
- 8 marzo - Carlo Montagna, attore teatrale italiano († 2015)
- 8 marzo - Vic Nees, compositore, direttore di coro e organista belga († 2013)
- 8 marzo - Nisse Nilsson, hockeista su ghiaccio svedese († 2017)
- 8 marzo - Gaetano Sarazin, ex ciclista su strada italiano
- 8 marzo - Gabor Szabo, chitarrista ungherese († 1982)
- 8 marzo - Red West, attore, cantautore e militare statunitense († 2017)
- 9 marzo - Robert Barry, artista statunitense
- 9 marzo - Lídia Dömölky-Sákovics, ex schermitrice ungherese
- 9 marzo - Mickey Gilley, cantante e musicista statunitense († 2022)
- 9 marzo - Dina Merhav, scultrice israeliana († 2022)
- 9 marzo - Elina Salo, attrice finlandese
- 10 marzo - Gino Agnese, giornalista e saggista italiano
- 10 marzo - Sepp Blatter, dirigente sportivo svizzero
- 10 marzo - Iwao Hakamada, ex pugile giapponese
- 10 marzo - József Hunics, canoista ungherese († 2012)
- 10 marzo - Johanna Lüttge, pesista tedesca († 2022)
- 10 marzo - Marcello Motto, cestista italiano († 2024)
- 10 marzo - Alfredo Zitarrosa, cantante, compositore e poeta uruguaiano († 1989)
- 10 marzo - Juan Zubiaurre, calciatore spagnolo († 2011)
- 11 marzo - Omar Corbatta, calciatore argentino († 1991)
- 11 marzo - Hollis Frampton, regista e attore statunitense († 1984)
- 11 marzo - Miroslav Košuta, poeta e scrittore italiano
- 11 marzo - Shellie McMillon, cestista statunitense († 1980)
- 11 marzo - Eddie Mizzi, ex calciatore maltese
- 11 marzo - José Mojica Marins, regista, attore e showman brasiliano († 2020)
- 11 marzo - Lajos Nagy, ex pallanuotista e allenatore di pallanuoto tedesco
- 11 marzo - Vela Penčeva, ex cestista bulgara
- 11 marzo - Antonin Scalia, avvocato e magistrato statunitense († 2016)
- 11 marzo - Harald zur Hausen, medico tedesco († 2023)
- 12 marzo - Pietro Barcellona, giurista e politico italiano († 2013)
- 12 marzo - Gianna Cobelli, attrice italiana († 2019)
- 12 marzo - Horst Dassler, imprenditore tedesco († 1987)
- 12 marzo - Enzo Doria, produttore cinematografico, attore e sceneggiatore italiano
- 12 marzo - Virginia Hamilton, scrittrice statunitense († 2002)
- 12 marzo - Michał Heller, presbitero polacco
- 12 marzo - Ėrnest Jasan, regista sovietico († 2018)
- 12 marzo - Renzo Ricchi, giornalista, scrittore e poeta italiano
- 12 marzo - Eddie Sutton, cestista e allenatore di pallacanestro statunitense († 2020)
- 13 marzo - Óscar Bogarín, cestista paraguaiano († 2024)
- 13 marzo - Giuseppe Marchioro, ex calciatore e allenatore di calcio italiano
- 13 marzo - Alberto Masotti, imprenditore italiano
- 13 marzo - Francesco Misiani, magistrato e avvocato italiano († 2009)
- 13 marzo - Jack Parr, cestista statunitense († 2015)
- 13 marzo - Corrado Teneggi, calciatore italiano
- 14 marzo - Herb Brown, allenatore di pallacanestro statunitense
- 14 marzo - Fritz Dennerlein, pallanuotista, nuotatore e allenatore di pallanuoto italiano († 1992)
- 14 marzo - Marino Fontana, ciclista su strada e dirigente sportivo italiano († 2013)
- 14 marzo - Sergio Frascoli, ex calciatore italiano
- 14 marzo - Maryan Synakowski, calciatore francese († 2021)
- 14 marzo - Luciano Vincenti, scenografo e costumista italiano
- 15 marzo - Antioco Deiana, militare italiano († 1976)
- 15 marzo - Francisco Ibáñez, fumettista spagnolo († 2023)
- 15 marzo - Don Sundquist, politico statunitense († 2023)
- 16 marzo - Raymond Vahan Damadian, medico statunitense († 2022)
- 16 marzo - Giovanni Mealli, politico italiano
- 16 marzo - Fred Neil, cantautore statunitense († 2001)
- 16 marzo - Vic Rouse, allenatore di calcio e ex calciatore gallese
- 16 marzo - Benito Saba, politico italiano († 2023)
- 17 marzo - Jean Galle, cestista e allenatore di pallacanestro francese († 2023)
- 17 marzo - Thelma Hopkins, altista britannica († 2025)
- 17 marzo - Dante Masocco, cestista italiano († 2015)
- 17 marzo - Ken Mattingly, astronauta statunitense († 2023)
- 18 marzo - Frederik de Klerk, politico sudafricano († 2021)
- 18 marzo - Otto Leodolter, saltatore con gli sci austriaco († 2020)
- 18 marzo - Tony Nash, bobbista britannico († 2022)
- 18 marzo - Andrés Zaldívar, politico e avvocato cileno
- 19 marzo - Ursula Andress, attrice svizzera
- 19 marzo - Giuseppe Barigazzi, giornalista e scrittore italiano († 2003)
- 19 marzo - Ėduard Gufel'd, scacchista sovietico († 2002)
- 19 marzo - Domenico Lenarduzzi, funzionario italiano († 2019)
- 19 marzo - Velimir Naumović, calciatore jugoslavo († 2011)
- 19 marzo - José Luis Redrado Marchite, vescovo cattolico spagnolo
- 19 marzo - Charles Segal, filologo classico e latinista statunitense († 2002)
- 19 marzo - Birthe Wilke, cantante danese
- 20 marzo - Marie Daveluy, soprano canadese
- 20 marzo - Bruce M. Fischer, attore statunitense († 2018)
- 20 marzo - Evelyn Fox Keller, fisica statunitense († 2023)
- 20 marzo - Takeo Kamachi, tiratore a segno giapponese († 2014)
- 20 marzo - Vaughn Meader, comico e imitatore statunitense († 2004)
- 20 marzo - Lee "Scratch" Perry, produttore discografico, musicista e cantante giamaicano († 2021)
- 20 marzo - Knud Søndergaard, attivista danese
- 21 marzo - Beniamino Cancian, calciatore e allenatore di calcio italiano († 2025)
- 21 marzo - Betty Curtis, cantante italiana († 2006)
- 21 marzo - Lamberto Maffei, medico italiano
- 21 marzo - Margaret Mahy, scrittrice neozelandese († 2012)
- 21 marzo - Giuseppe Pardini, ex ciclista su strada italiano
- 21 marzo - Marek Stachowski, compositore polacco († 2004)
- 21 marzo - Simon Sze, ingegnere taiwanese († 2023)
- 21 marzo - Rusty Wailes, canottiere statunitense († 2002)
- 21 marzo - Takeshi Watabe, doppiatore e attore giapponese († 2010)
- 22 marzo - Sergio Carpanesi, allenatore di calcio e ex calciatore italiano
- 22 marzo - Anna Maria Gambineri, annunciatrice televisiva italiana († 2017)
- 22 marzo - Edith Grossman, traduttrice statunitense († 2023)
- 22 marzo - Bobby Mason, ex calciatore inglese
- 22 marzo - Jean-Marcel Rozier, cavaliere francese
- 22 marzo - Joaquim Santana, calciatore portoghese († 1989)
- 22 marzo - Roger Whittaker, cantautore, musicista e chitarrista britannico († 2023)
- 23 marzo - Robert Aymar, fisico francese († 2024)
- 23 marzo - Claude Faraldo, attore, regista e sceneggiatore francese († 2008)
- 23 marzo - Jannis Kounellis, pittore e scultore greco († 2017)
- 23 marzo - Luisa Mattioli, attrice italiana († 2021)
- 24 marzo - Alex Olmedo, tennista peruviano († 2020)
- 24 marzo - Vitale Robaldo, politico italiano († 1983)
- 24 marzo - David Suzuki, ambientalista e attivista canadese
- 24 marzo - László Szabó, attore, regista e sceneggiatore ungherese
- 25 marzo - Juan Antonio Celdrán, ex calciatore spagnolo
- 25 marzo - Giora Feidman, musicista argentino
- 25 marzo - Lawrence Gordon, produttore cinematografico statunitense
- 25 marzo - Carl Kaufmann, velocista tedesco († 2008)
- 25 marzo - Jerzy Wandzioch, schermidore polacco († 2009)
- 26 marzo - Luz María Aguilar, attrice messicana
- 26 marzo - John Anderson, ex mezzofondista britannico
- 26 marzo - Felice Cece, arcivescovo cattolico italiano († 2020)
- 26 marzo - Ignacio Chavira, cestista messicano († 1994)
- 26 marzo - Robert Drews, storico statunitense
- 26 marzo - Éder Jofre, pugile brasiliano († 2022)
- 26 marzo - Pierre Kerkhoffs, calciatore olandese († 2021)
- 27 marzo - Malcolm Goldstein, violinista statunitense
- 27 marzo - Jerry Lacy, attore statunitense
- 27 marzo - Paolo Maddalena, giurista e magistrato italiano
- 27 marzo - Ken Roberts, allenatore di calcio e calciatore gallese († 2021)
- 28 marzo - Adalberto Bortolotti, giornalista italiano
- 28 marzo - Veronika Fitz, attrice tedesca († 2020)
- 28 marzo - Yohanan Friedmann, arabista e islamista israeliano
- 28 marzo - Bill Gaither, cantante statunitense
- 28 marzo - Amancio Ortega, imprenditore spagnolo
- 28 marzo - Mario Vargas Llosa, scrittore e drammaturgo peruviano († 2025)
- 29 marzo - Richard Rodney Bennett, compositore, pianista e docente inglese († 2012)
- 29 marzo - Attilio Brilli, anglista, critico letterario e traduttore italiano
- 29 marzo - Stanislav Govoruchin, attore e regista russo († 2018)
- 29 marzo - Giorgio Griffa, pittore italiano
- 29 marzo - Judith Guest, scrittrice statunitense
- 29 marzo - Giuseppe Jacopini, matematico italiano († 2001)
- 29 marzo - Sergio Mocellini, bobbista italiano († 2004)
- 30 marzo - Luciano Alfieri, calciatore italiano († 2024)
- 30 marzo - Michel Balard, storico francese
- 30 marzo - Antonio Ballista, pianista italiano
- 30 marzo - Mark Burns, attore britannico († 2007)
- 30 marzo - Robert C. Jones, montatore e sceneggiatore statunitense († 2021)
- 30 marzo - László Magyar, ex nuotatore ungherese
- 30 marzo - Valerio Onida, costituzionalista italiano († 2022)
- 31 marzo - Peter Boom, attivista, cantante e attore olandese († 2011)
- 31 marzo - Sandayū Dokumamushi, attore giapponese
- 31 marzo - Vladimír Koiš, calciatore cecoslovacco († 2017)
- 31 marzo - Marge Piercy, scrittrice e attivista statunitense
- 31 marzo - Carlo Alberto Volpi, ex calciatore italiano